# Dodge Polara (Brasil)

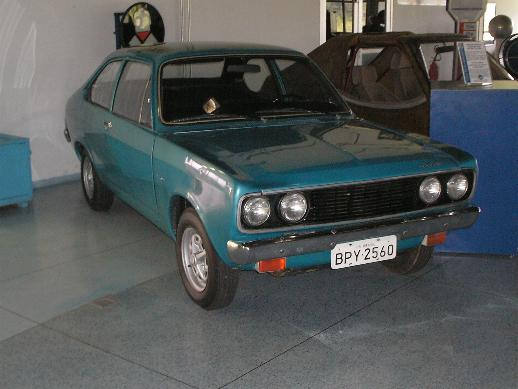
O Dodge 1800/Polara foi o primeiro automóvel equipado com um motor a álcool, durante a fase de testes.

O Dodge 1800/Polara (também chamado carinhosamente de Dodginho)  é um automóvel fabricado pela Chrysler do Brasil de 1973 a1981. Foram produzidas 92 665 unidades. Devido à pressa com o projeto, no lançamento apresentou vários problemas de qualidade. Em 1974 a revista Quatro Rodas fez o teste de 30 mil quilômetros com o Dodge 1800, que apresentou quatorze defeitos graves. Com o tempo, a mecânica foi melhorada e os defeitos corrigidos, novas versões foram lançadas, o motor ganhou novo carburador e houve aumento de potência para 82 cv. Ainda assim a má fama adquirida pelo modelo obrigou a Chrysler a investir no seu relançamento como Dodge Polara em 1976. Apesar dos defeitos terem sido corrigidos, o Dodge Polara sofreu contínuas quedas de produção até ser retirado de mercado em 1981. O fracasso do Dodge 1800/Polara foi um dos motivos para o enfraquecimento da Chrysler do Brasil e seu posterior desaparecimento, incorporada pela Volkswagen em 1979.

## História

### Projeto
Enquanto a General Motors estudava a nacionalização de um projeto ainda em desenvolvimento chamado 909 e a Volkswagen partiu do zero no projeto 102, a Chrysler do Brasil optou pela nacionalização do Hillman Avenger, com carroceria de duas portas.. Projeto do designer Roy Axe, o Avenger era fabricado pela subsidiária da Chrysler, Roots, desde 1970 no Reino Unido, oferecendo duas opções de motorização: 1250 cc e 53 CV (DIN) e 1500 cc e 63 CV (DIN). Por ter optado pela nacionalização de um veículo já existente no mercado, a Chrysler acreditou possuir ampla vantagem sobre a General Motors e a Volkswagen (que ainda se debruçavam sobre os projetos 909 e 102). 
A Chrysler iniciou o projeto do novo carro em junho de 1970, quando o governo federal aprovovou a proposta de fabricação de um automóvel menor para competir com o VW 1300 (Fusca). Por problemas internos da montadora, houve atraso para a importação de um Hillman Avenger para estudos. Prevista para dezembro de 1970, a importação do Avenger ocorreu apenas em meados de 1971. Para auxiliar no desenvolvimento do novo modelo, a Chrysler também importou um Mitsubishi Colt. Em uma das primeiras aparições na imprensa brasileira, o Avenger foi considerado “fraco”. Dessa forma, diferente do Avenger britânico, o Dodge brasileiro teria um motor mais potente. A escolha por um propulsor de 1799 cc serviu para batizar o novo automóvel de Dodge 1800, com a Chrysler do Brasil estudando até mesmo sua exportação para a América Latina. A potência estimada para o motor de 1799 cc era de 90HP.
O Dodge 1800 passou por uma extensa bateria de testes. Em meio ao desenvolvimento do projeto, a Chrysler do Brasil teve sua presidência trocada, com Merle D. Imus foi substituído por Burke Hyde.
| “ | ......será o único carro feito para atender as condições do Brasil. | ” |
| — Burke Hyde, presidente da Chrysler do Brasil, em entrevista publicada pelo Jornal do Brasil em 21 de agosto de 1972 |                                                                     |   |

A introdução do Dodge 1800 no mercado estava prevista para 1973. Em agosto de 1971 a Chrysler Argentina lançou o Dodge 1500, versão portenha do Avenger. A Chrysler do Brasil iniciou entendimentos com a filial argentina para a importação de peças e veículos para avaliação no projeto do Dodge brasileiro. Para viabilizar o lançamento do Dodge 1800 para 1973, o presidente mundial da Chrysler John Ricardo anunciou um investimento adicional de 25 milhões de dólares.
O pré-lançamento do Dodge 1800 ocorreu no VIII Salão do Automóvel de São Paulo (1972). As maiores modificações em relação ao Avenger inglês foram o desenho do interior (revestimentos de porta, painel, volante de direção, manopla de câmbio, bancos), das lanternas traseiras e da grade dianteira - específicas para o modelo brasileiro, além da oferta somente de carroceria com 2 portas (o Avenger inglês oferecia versões 2 e 4 portas) para atender à preferência do consumidor brasileiro nos anos 70.
| Carro mundial da Chrysler | Carro mundial da Chrysler | Carro mundial da Chrysler | Carro mundial da Chrysler |
| ------------------------- | ------------------------- | ------------------------- | ------------------------- |
| Hillman Avenger (1970)    | Plymouth Cricket (1970)   | Dodge 1500 (1971)         | Dodge 1800 (1973)         |
|                           |                           |                           |                           |

### Lançamento e problemas

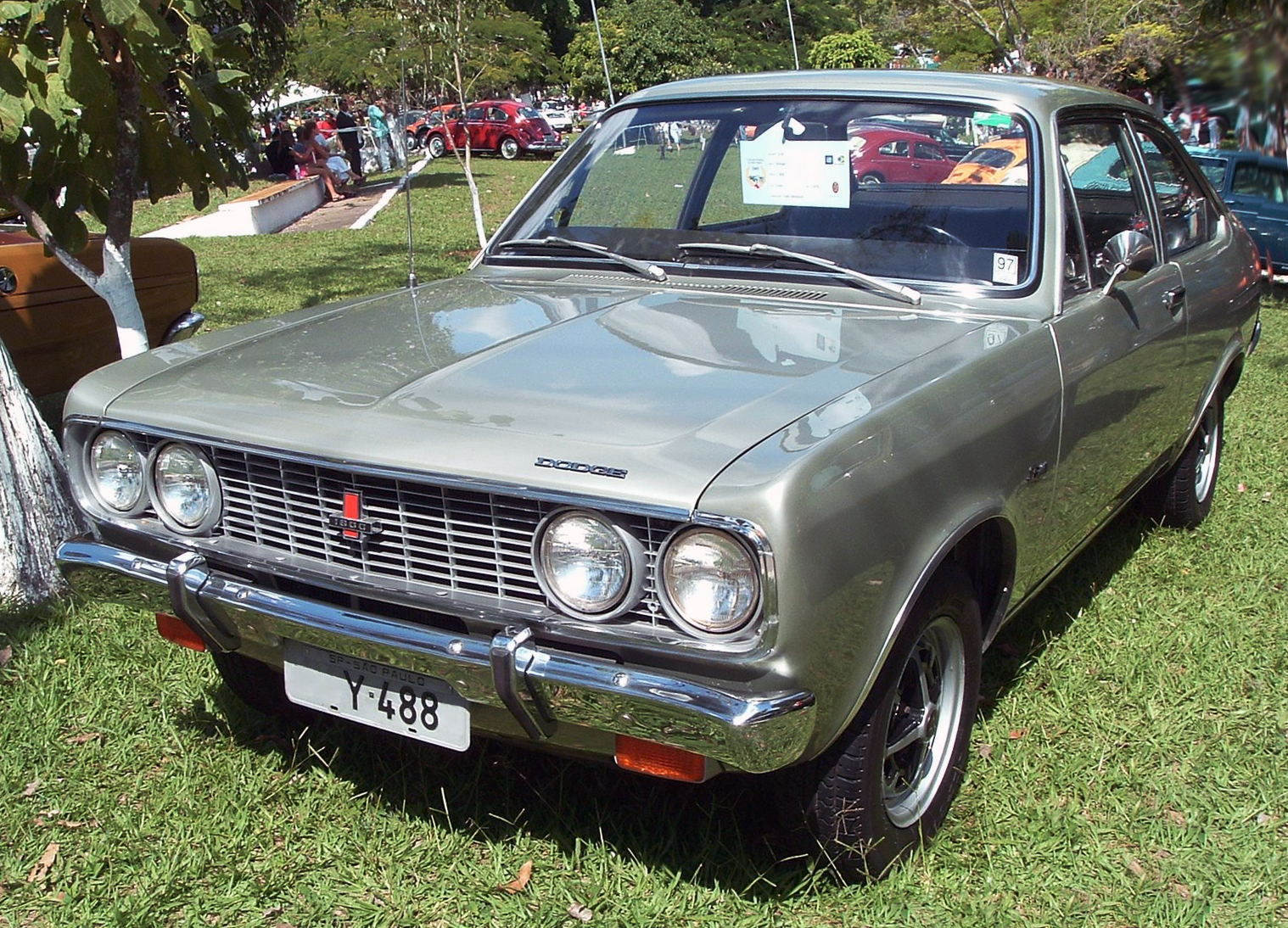
Dodge 1800 73 a 75

O Dodge 1800 foi lançado em 5 de abril de 1973. O presidente da Chrysler do Brasil Burke M. Hyde afirmou que a linha de montagem deveria produzir inicialmente 80 automóveis por dia e que a meta anual da empresa era a produção de 50 mil Dodge 1800. No início o 1800 competia com o recém lançado Chevette, com fila de espera de até 40 dias para entrega dos veículos para as concessionárias. Mais tarde essa previsão foi revista para 90 automóveis por dia e 18900 por ano.
Pouco tempo após o lançamento surgiram as primeiras falhas. Em um teste realizado pelo Jornal do Brasil e publicado na edição de 30 de maio de 1973, foi notada uma forte vibração da direção do 1800 na faixa entre 95 e 105 km/h, problemas nas vedações das portas (em especial  do quebra-vento) que permitiam a entrada de água no interior do veículo, e dificuldades com o engate da marcha ré. Em avaliação de um dos primeiros Dodges fabricados, o jornalista Fernando Calmon de O Cruzeiro notou que o 1800 aparentava um desempenho fraco diante do motor de 1800 cc que possuía.
Os primeiros sinais de que algo não ia bem com o Dodge 1800 surgiram no mercado. Em outubro de 1973 a imprensa relatava uma falta de automóveis no mercado para pronta entrega aos consumidores. Ao mesmo tempo, explorando essa dificuldade de produção, parte dos concessionários de automóveis cobravam ágio. Enquanto General Motors, Ford e Volkswagen levavam até cento e oitenta dias para entregar um automóvel novo ao ávido mercado consumidor, a Chrysler tinha o Dodge 1800 em quase todas as suas concessionárias suficientes para pronta entrega. Nem essa ampla disponibilidade animou os consumidores a adquirir o 1800, que preferiam esperar 60, 90 e até 180 dias por um Corcel, Chevette ou Brasília. A produção do Dodge 1800 era sensivelmente menor comparada com a dos seus concorrentes. A GM fabricava 155 Chevettes por dia, a Ford 226 Corcel por dia, a Volkswagen 350 Brasília por dia e a Chrysler 92 Dodge 1800 por dia.

#### Avaliações deQuatro Rodas
As avaliações do Dodge 1800 pela revista Quatro Rodas foram decepcionantes para o modelo. No teste comparativo entre Fusca, Fuscão, TL, Brasília, Corcel, Chevette e Dodge 1800 apresentado na edição de agosto de 1973 da revista, o modelo da Chrysler não justificou seu preço mais alto entre todos os modelos avaliados, alcançando um modesto quarto lugar, atrás de Chevette, Corcel e Brasília. Na categoria desempenho, apesar do motor de 1800 cc, teve desempenho similar ao dos Fusca 1300 e Fuscão 1500. Em consumo, o 1800 ficou em último lugar (ao mesmo tempo em que ocorria a Crise petrolífera de 1973). Diante do desempenho decepcionante do Dodge 1800, a Chrysler promoveu alterações no motor, que passou de 78 HP para 82 HP e anunciou em sua publicidade que a aceleração do veículo de 0 a 100 km/h passou a ser de 15 segundos.
Em fevereiro de 1974 Quatro Rodas fez o teste de 30 mil quilômetros com o Dodge 1800, que apresentou quatorze defeitos graves. Durante os testes, o câmbio do 1800 quebrou três vezes e o veículo sofreu problemas em boa parte dos seus componentes, desde o motor até o acabamento (considerado ruim). Embora a revista tenha ressaltado que o exemplar testado era um dos primeiros fabricados (e sujeito a ter maiores falhas), a garantia oferecida não estava sendo honrada pelos concessionários, cujo atendimento ruim também foi mencionado na reportagem. A má repercussão do teste manchou a reputação do 1800 no mercado, que passou a ser evitado pelos consumidores. De acordo com pesquisas de mercado encomendadas por "Quatro Rodas", 68% dos proprietários do Dodge 1800 estavam satisfeitos com o veículo (índice muito abaixo de seus concorrentes). 
| Índice de satisfação dos proprietários por Quatro Rodas/Marplan                      | Índice de satisfação dos proprietários por Quatro Rodas/Marplan |
| Automóvel                                                                            | Satisfação (em %)                                               |
| ------------------------------------------------------------------------------------ | --------------------------------------------------------------- |
| Dodge 1800                                                                           | 68%                                                             |
| Chevrolet Chevette                                                                   | 88%                                                             |
| VW Brasília                                                                          | 85%                                                             |
| VW Fusca 1300                                                                        | 89%                                                             |
| Fonte: Quatro Rodas Edições 168 (jul/74), 171 (Out/74) , 172 (Nov/74) e 188 (Mar/76) |                                                                 |

Posteriormente a empresa anunciou o programa de "Garantia Total", comprometendo-se a reparar cada Dodge 1800 avariado trazido aos concessionários, incluindo itens de acabamento. A Chrysler do Brasil também investiu em pequenas melhorias (como no câmbio e no carburador) e forte publicidade, porém as vendas continuaram em queda.
Três anos mais tarde o gerente de vendas da Chrysler do Brasil Klaus Hadulla admitiu que a produção inicial do Dodge 1800 era problemática, com um índice de falhas de produção de 30% (quando o limite admitido pela indústria automobilística era de 2%).

### Queda nas vendas
Até abril de 1974 eram vendidos mais de 1700 Dodge 1800. À partir de maio daquele ano, as vendas começaram a cair. De julho de 1974 até dezembro de 1975 quando o 1800 foi substituído pelo Polara, a Chrysler do Brasil não alcançou mais o número de mil automóveis vendidos mensalmente (em novembro de 1975 foram comercializados apenas 460 Dodge 1800, enquanto que em novembro de 1974 eram vendidos 803 e novembro de 1973 com 1920 exemplares).
| Vendas do Dodge 1800 (1973-1975) | Vendas do Dodge 1800 (1973-1975) | Vendas do Dodge 1800 (1973-1975) | Vendas do Dodge 1800 (1973-1975) | Vendas do Dodge 1800 (1973-1975) | Vendas do Dodge 1800 (1973-1975) | Vendas do Dodge 1800 (1973-1975) | Vendas do Dodge 1800 (1973-1975) | Vendas do Dodge 1800 (1973-1975) | Vendas do Dodge 1800 (1973-1975) | Vendas do Dodge 1800 (1973-1975) | Vendas do Dodge 1800 (1973-1975) | Vendas do Dodge 1800 (1973-1975) | Vendas do Dodge 1800 (1973-1975) |
| Ano | Jan                              | Fev                              | Mar                              | Abr                              | Mai                              | Jun                              | Jul                              | Ago                              | Set                              | Out                              | Nov                              | Dez                              | Total                            |
| --- | -------------------------------- | -------------------------------- | -------------------------------- | -------------------------------- | -------------------------------- | -------------------------------- | -------------------------------- | -------------------------------- | -------------------------------- | -------------------------------- | -------------------------------- | -------------------------------- | -------------------------------- |
| 1973 | a                                | a                                | 288                              | 1168                             | 1528                             | 1557                             | 1663                             | 1747                             | 1981                             | 1840                             | 1920                             | 1710                             | 15402                            |
| 1974 | 1724                             | 1694                             | 1905                             | 1710                             | 1320                             | 1357                             | 703                              | 789                              | 936                              | 834                              | 803                              | 693                              | 14468                            |
| 1975 | 738                              | 450                              | 688                              | 732                              | 604                              | 805                              | 784                              | 629                              | 935                              | b                                | 460                              | 653                              | 7478                             |
| Total vendido | Total vendido                    | Total vendido                    | Total vendido                    | Total vendido                    | Total vendido                    | Total vendido                    | Total vendido                    | Total vendido                    | Total vendido                    | Total vendido                    | Total vendido                    | Total vendido                    | 37348                            |
| Notas: - a - O Dodge 1800 foi lançado em março de 1973 - b - Dado não disponível Fonte: Chrysler do Brasil/Quatro Rodas - Edições: - 1973: 154, 155, 156, 157, 158, 159, 160, 161, 162 e 163 - 1974: 164, 165, 166, 167, 168, 169, 170, 171, 172, 173, 174, 175 - 1975: 183, 184, 186, 187 Veja: Edição 365 (jan-jun 1975) |                                  |                                  |                                  |                                  |                                  |                                  |                                  |                                  |                                  |                                  |                                  |                                  |                                  |

O mau desempenho das vendas do Dodge 1800 foi atribuído pela Chrysler a um lançamento "infeliz" e a uma posterior crise de mercado. Visando sair na frente de General Motors e Volkswagen, a Chrysler lançou o Dodge 1800 de forma precipitada, com problemas resultantes de um controle de qualidade deficiente ("herança" da antiga SIMCA, adquirida pela Chrysler em 1967).
A Chrysler do Brasil esperava a recuperação do mercado e do Dodge 1800 em 1975, apostando na produção do dobro de automóveis em relação a 1974. Com a crise do petróleo em 1973, o publico consumidor passou a substituir os automóveis mais potentes por outros econômicos. Sendo o menos econômico de sua categoria, com motor 1.8, o Dodge 1800 sofreu quedas nas vendas e a solução da Chrysler do Brasil foi a substituição do carburador para poupar combustível. Em 1975 a empresa convocou todos os proprietários dos modelos 1973 e 1974 para a troca. Os primeiros proprietários teriam o carburador trocado gratuitamente enquanto que os segundos proprietários eram obrigados a pagar uma pequena taxa.
No fim de 1975 haviam sido produzidos pouco mais de 7500 Dodge 1800, uma queda de cerca de 50% em relação ao ano anterior. A forte queda nas vendas atribuída em parte pela Crise petrolífera de 1973 e pelo mau desempenho do Dodge 1800 fez a Chrysler do Brasil ser a empresa com maior prejuízo comercial do país em 1975, com 198 milhões de cruzeiros (equivalente a 675 milhões de reais em 2024.). Caso fosse uma empresa de capital totalmente nacional, a Chrysler do Brasil estaria em situação falimentar. O fracasso do Dodge 1800 custou mais tarde para a Chrysler do Brasil o quarto lugar no mercado automobilístico brasileiro, perdido para a FIAT em 1978.

### Relançamento como Polara

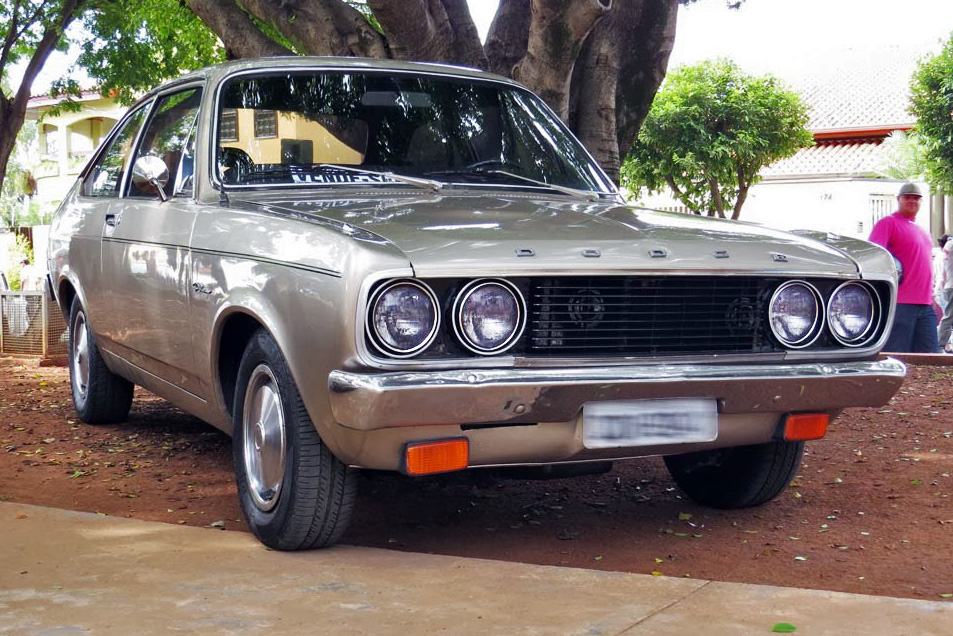
Dodge 1800 "Polara" 1976.

O fracasso do Dodge 1800 forçou a Chrysler do Brasil a estudar dois cenários: 
- a retirada do modelo 1800 do mercado e o lançamento de outro veículo.[71]
- a recuperação e o relançamento do 1800

A Crise do Petróleo causou grandes prejuízos para a Chrysler nos Estados Unidos e no Reino Unido, que se viu obrigada a fechar fábricas e demitir trabalhadores para evitar uma falência. Com um forte prejuízo ocorrido em 1975 e a matriz em crise inviabilizando novos investimentos o relançamento do Dodge 1800 foi a opção escolhida pela Chrysler do Brasil. A empresa convidou consumidores e concessionários para clínicas de opinião sobre o Dodge 1800 e fez diversas modificações no modelo, principalmente no motor e na suspensão. O custo do relançamento do Dodge 1800 foi de mais de 10 milhões de dólares. Naquele momento, a Chrysler do Brasil detinha 1,5% do mercado de automóveis tamanho médio e almejava atingir 4% com o relançamento do modelo 1800. Seus concorrentes eram Volkswagen (Brasília e Passat), Ford (Corcel) e Chevrolet (Chevette).
O relançamento do 1800 como Polara fez relativo sucesso, com a Chrysler ampliando as vendas do automóvel. Em janeiro de 1976 o Polara representou 55% das vendas da Chrysler no país, superando as linhas Dart/Charger (28%) e os caminhões Dodge (17%). Em fevereiro o Polara subiu para 62,9% e os caminhões Dodge para 18,7 enquanto que a linha Dart/Charger caiu para 18,4%. O crescimento das vendas do Polara só não foi maior por conta da incapacidade da Chrysler do Brasil em investir na ampliação de sua produção.
Apesar de um início promissor, as vendas do Dodge Polara acabaram estagnando ao longo de 1976. Um dos fatores foi a entrada da FIAT no mercado brasileiro com o lançamento do modelo 147. Lançado em julho de 1976, o Fiat 147 levou seis meses para se consolidar no mercado. Em janeiro de 1977 a FIAT tinha 20 mil clientes em fila de espera por um modelo 147, número equivalente aos 1800/Polara vendidos entre 1975 e 1976. 
Enquanto isso, o Dodge Polara quase dobrou suas vendas em 1976 (13105 veículos) em comparação com 1975 (7478), porém abaixo das vendas obtidas em 1973 (15402) e 1974 (14468). 
Outro fator foi a crise na Chrysler americana, que impediu investimentos na filial brasileira. No rescaldo do lançamento do Dodge 1800, a Chrysler do Brasil anunciou a construção de uma terceira planta e adquiriu um terreno em Mogi-Mirim. Dois anos depois, nenhuma obra havia sido realizada e a Chrysler do Brasil tentava se recuperar do ano ruim, onde mesmo com a demissão de 30% do pessoal, a empresa obteve fortes prejuízos em 1975. Apesar das expectativas de crescimento por parte de seus diretores para 1976, a Chrysler encerrou aquele ano com um prejuízo de 115,9 milhões de cruzeiros.
Diante da grave crise, a Chrysler do Brasil optou por apostar no Polara, diante de uma queda maior nas vendas na linha Charger. O investimento em melhorias no Polara foi premiado em 1977 quando o modelo foi eleito o Carro do ano pela revista Autoesporte.
Ainda no Salão do Automóvel de 1975, a Chrysler do Brasil apresentou um conceito de uma versão perua do Polara 4 portas, mas que não entrou em produção por razões econômicas.
Em 1976, a Chrysler do Brasil e o CTA (Centro Técnico Espacial) apresentaram o primeiro protótipo de motor movido a álcool, montado em um Polara. Em 1977 foi eleito Carro do Ano pela Revista Autoesporte. Em 1977 para 1978 o Polara ganhou nova frente com dois grandes blocos ópticos quadrados, novas lanternas traseiras e o brasão de Leão presente na grade frontal. 
Em 1979 o Polara passou a ofertar transmissão automática opcional ao câmbio manual de 4 marchas. Nesse mesmo ano a Volkswagen adquiriu o controle da Chrysler no Brasil. Em 1980 a Chrysler do Brasil relançou a versão de luxo (L) e lançou a última versão do Polara, intitulada GLS (Gran Luxo Sport),uma variante esportiva equipada com diversos avanços tecnológicos para a época, como carburador miniprogressivo de corpo duplo, sistema de ventilação com aquecedor, rádio toca-fitas, antena elétrica, pneus radiais e outros mimos. A partir de 1981, a Volkswagen encerrou a produção dos Dodge Polara, Dodge Dart, Dodge Magnum e o Dodge Le Baron, deixando em produção somente os caminhões Dodge. Já a linha dos caminhões Dodge no Brasil foi encerrada em 1984, mas os caminhões Volkswagen continuaram a utilizar os chassi Dodge.
Versões disponíveis em cada ano
- 1973 - GL e L. 1974 - GL, L e SE. 1975 - GL, L, SE e STD. 1976 a 1979 - GL e STD. 1980 - L, GL e GLS. 1981- GL e GLS.

Significado das versões:  
- GL - (Gran Luxo). L - (De Luxo). SE - (Special Edition). STD - (Standard). e GLS - (Gran Luxo Sport).

Usavam vários tipos de carburadores conforme o ano de fabricação: 1973 Solex, 1974 SU / Strombergrg, ano 1975 Hitachi, anos 1976-1981 - SU (exceto GLS), ano 1980 e 1981 versão GLS - Wercarbrás Miniprogressivo.
| Vendas do Dodge 1800 Polara (1976-1978) | Vendas do Dodge 1800 Polara (1976-1978) | Vendas do Dodge 1800 Polara (1976-1978) | Vendas do Dodge 1800 Polara (1976-1978) | Vendas do Dodge 1800 Polara (1976-1978) | Vendas do Dodge 1800 Polara (1976-1978) | Vendas do Dodge 1800 Polara (1976-1978) | Vendas do Dodge 1800 Polara (1976-1978) | Vendas do Dodge 1800 Polara (1976-1978) | Vendas do Dodge 1800 Polara (1976-1978) | Vendas do Dodge 1800 Polara (1976-1978) | Vendas do Dodge 1800 Polara (1976-1978) | Vendas do Dodge 1800 Polara (1976-1978) | Vendas do Dodge 1800 Polara (1976-1978) |
| Ano | Jan                                     | Fev                                     | Mar                                     | Abr                                     | Mai                                     | Jun                                     | Jul                                     | Ago                                     | Set                                     | Out                                     | Nov                                     | Dez                                     | Total                                   |
| --- | --------------------------------------- | --------------------------------------- | --------------------------------------- | --------------------------------------- | --------------------------------------- | --------------------------------------- | --------------------------------------- | --------------------------------------- | --------------------------------------- | --------------------------------------- | --------------------------------------- | --------------------------------------- | --------------------------------------- |
| 1976 | 1000                                    | 1092                                    | 1211                                    | 1114                                    | 986                                     | 1152                                    | 1071                                    | 848                                     | 1245                                    | 1092                                    | 1005                                    | 1289                                    | 13105                                   |
| 1977 | 1114                                    | 520                                     | 1417                                    | 1000                                    | 835                                     | 1276                                    | 936                                     | 1234                                    | 1482                                    | 1113                                    | 1214                                    | 1150                                    | 13291                                   |
| 1978 | 1155                                    | 903                                     | 1260                                    | 1050                                    | 513                                     | 1140                                    | 675                                     | 934                                     | 901                                     | 858                                     | 928                                     | 872                                     | 11189                                   |
| Total vendido | Total vendido                           | Total vendido                           | Total vendido                           | Total vendido                           | Total vendido                           | Total vendido                           | Total vendido                           | Total vendido                           | Total vendido                           | Total vendido                           | Total vendido                           | Total vendido                           | 37585                                   |
| Notas: Fonte: Chrysler do Brasil/Quatro Rodas - Edições: - 1976: 188, 189, 190, 191, 192, 193, 194, 195, 196 e 197 - 1977: 198, 199, 200, 201, 202, 203, 204, 205, 206, 207, 208e 209 - 1978: 210, 211, 212, 213, 214, 215, 216, 217, 218, 219, 220e 221 - 1979: 222 e 223 |                                         |                                         |                                         |                                         |                                         |                                         |                                         |                                         |                                         |                                         |                                         |                                         |                                         |

### Fim de produção

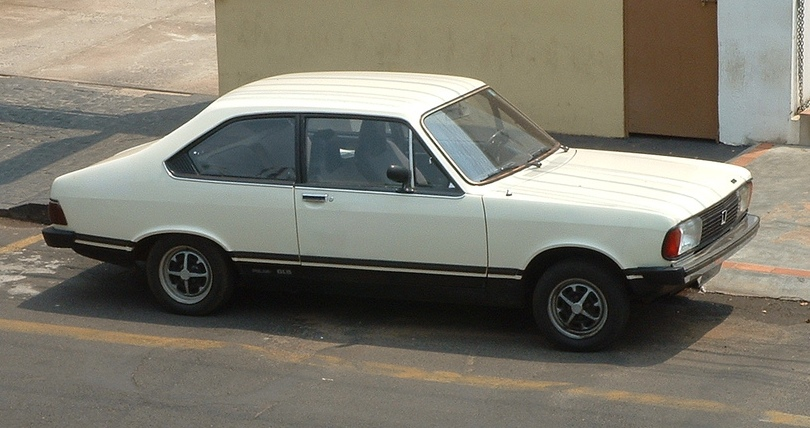
Dodge Polara GLS. Lançado em 1980, foi a última tentativa de salvar o Polara do encerramento da produção.

A Volkswagenwerk AG adquiriu o controle acionário da Chrysler do Brasil em 1979 e transferiu seu controle para a filial brasileira.  A aquisição alimentou rumores sobre o fim da linha Dodge no Brasil, considerando o histórico da Volkswagen que adquiriu a DKW-Vemag em 1967 e desativou sua linha de produção. A Chrysler do Brasil sob controle da Volkswagenwerk manteve inicialmente a produção da linha Dodge. A Volkswagen prometeu investir no Polara e incorporar uma caixa de câmbio automática na nova linha 1979. No segundo semestre de 1979 foi apresentado o Polara com câmbio automático, sendo o primeiro automóvel de sua categoria oferecido com esse sistema de transmissão no Brasil. O último lançamento da linha Polara foi o modelo GLS, em 1980.
Em janeiro de 1981 o presidente da Chrysler do Brasil (agora uma divisão Volkswagen) Donald W. Dancey negou os rumores do fim imediato da produção da linha Dodge e garantiu a produção plena até o final de 1981.
A Volkswagenwerk anunciou em março os planos de transformação da Chrysler do Brasil na Volkswagen Caminhões. Com a queda nas vendas, Dancey admitiu em março que a Linha Dodge poderia ser encerrada caso o cenário não se alterasse. Naquele mês havia apenas 57 automóveis Dodge no pátio da Chrysler do Brasil, sendo que a produção do Dart e do Charger havia sido interrompida em fevereiro. Enquanto isso, a indústria de auto-peças havia encerrado a fabricação de peças para a Linha Dodge.
Posteriormente, em abril daquele ano, questionado sobre o futuro da linha Dodge o presidente o presidente da Volkswagen do Brasil Wolfgang Sauer respondeu:
| “ | ...Eu só posso vender automóveis se houver demanda, e todos sabem que não há demanda para eles [Charger, Dart e Polara]. Estou vendendo mais para exportação...Serão fabricados durante mais cinco, seis, sete meses e depois... | ” |
| — Wolfgang Sauer, presidente da Volkswagen do Brasil, em entrevista para Quatro Rodas publicada em abril de 1981 | |   |

A entrevista caiu como uma bomba, com Sauer sacramentando o fim da fabricação dos modelos Dart e Polara no final de 1981. Com isso, as vendas do Polara caíram drasticamente. Com uma forte crise no mercado automotivo brasileiro naquele ano, a Volkswagen encerrou formalmente a produção do modelo em julho de 1981, seis meses antes do previsto. A linha de montagem do Polara foi substituída pela da Volkswagen Caminhões.

## Quantidade produzida
Algumas fontes afirmam terem sido produzidos 92665 Dodge 1800/Polara. Segundo dados da Chrysler do Brasil informados pela seção "Produção Automobilística" da revista Quatro Rodas, foram produzidas 93041 unidades do  Dodge 1800/Polara. O escritor Enio Brandenburg em seu livro Automóveis Brasileiros informou terem sido produzidos 93693 unidades do Dodge 1800/Polara (incluindo 20 modelos de pré-serie produzidos em 1972).
| Produção do Dodge 1800/Polara (1973-1981)                                   | Produção do Dodge 1800/Polara (1973-1981) |
| Ano                                                                         | Quantidade                                |
| --------------------------------------------------------------------------- | ----------------------------------------- |
| 1973                                                                        | 15 145                                    |
| 1974                                                                        | 15 574                                    |
| 1975                                                                        | 7 544                                     |
| 1976                                                                        | 12 896                                    |
| 1977                                                                        | 13 535                                    |
| 1978                                                                        | 10 880                                    |
| 1979                                                                        | 10 146                                    |
| 1980 (jan-nov)                                                              | 6 293                                     |
| 1981                                                                        | 1 028                                     |
| Total                                                                       | 93 041                                    |
| Fontes: Chrysler do Brasil/Quatro Rodas 1974, 1976, 1978, 1980, 1981 e 1982 |                                           |

## Na Argentina
Na Argentina foi produzido até 1990, batizado de Dodge 1500 e Dodge 1800, fabricado pela empresa Chrysler-Fevre Argentina S.A. e em duas versões, com motores de 1500 cc e 1800 cc, sempre com quatro portas. No ano de 1982, a Chrysler vendeu sua subsidiária argentina para a Volkswagen; o automóvel continuou chamando-se "Dodge", durante o resto de 1982, porém com a identificação "Fabricado pela Volkswagen". No ano seguinte surgiu o "VW 1500", que não sofreu grandes mudanças, exceto nas lanternas dianteiras e traseiras, grade e para-choques. Continuou a ser fabricado quase sem mudanças, até o ano de 1991; ano em que saiu de linha e foi substituído pelo Volkswagen Gacel (versão argentina do Voyage).
No final da década de 1980 a empresa reestilizou o modelo, incluindo mudanças nos para-choques, faróis, grade e lanternas traseiras, mudou o painel de instrumentos e o volante. Nesta etapa, juntou-se à linha o VW 1800 Rural, uma perua equipada com motor 1800 cc. Em 1988 recebeu caixa de câmbio de 5 marchas. Em alguns modelos havia ar-condicionado, como opcional.